# Lovers in Quarantine
Lovers in Quarantine is een stomme film uit 1925 met in de hoofdrol Bebe Daniels.

## Verhaal
Verloofd met de Afrikaanse ontdekkingsreiziger Anthony Blunt, raakt Pamela Gordon het wachten beu en verlooft zich met MackIntosh Josephs. Blunt keert terug, en hij en Pamela besluiten naar Bermuda te vluchten. Om MackIntosh te misleiden, laat Pamela Blunt doen alsof hij liefde bedrijft met haar speelse zus, Diana. Deze gelooft hem en sluit, met hulp van Amelia Pincent, de oude vrijster die als chaperonne dient voor de meisjes, Pamela op in een kast en gaat in haar plaats aan boord van het schip. De volgende dag ontdekt Blunt de vervanging en is geschokt. Om hem terug te pakken, verandert Diana zichzelf met behulp van de kleren van haar zus in de meest populaire vrouw aan boord van het schip. Blunt wordt jaloers. Complicaties ontstaan wanneer alle passagiers een week in quarantaine worden geplaatst op quarantaine eiland, met de "pasgetrouwden" in een klein huisje voor privacy. Wanneer de quarantaine wordt opgeheven, trouwt Diana met Blunt en blijft Pamela achter bij MackIntosh.

## Rolverdeling
| Acteur          | Personage            |
| --------------- | -------------------- |
| Bebe Daniels    | Diana                |
| Harrison Ford   | Anthony Blunt        |
| Eden Gray       | Pamela Gordon        |
| Edna May Oliver | Amelia Pincent       |
| Diana Kane      | Lola                 |
| Ivan F. Simpson | The Silent Passenger |
| Marie Shotwell  | Mrs. Burroughs       |